# Band-in-a-Box
Band-in-a-Box («карманный оркестр», часто BIAB) — MIDI-аранжировщик, программа, созданная компанией PG Music. По заданным аккордам она автоматически генерирует музыкальное сопровождение и сложные инструментальные соло, имитируя стиль игры известных музыкантов.
Программа была создана в 1991 году для микрокомпьютеров Atari. В первых версиях приложение позволяло создавать аккомпанемент из трех партий, можно было вводить текст, и была совместима со стандартными MIDI-файлами. Постепенно программа усовершенствовалась; появились раздельные версии для MS Windows и macOS; количество партий аккомпанемента увеличилось до пяти, появилась совместимость с General MIDI; трек мелодии, возможность редактирования нотной партитуры. Также, появилась возможность создания собственных пользовательских стилей и функция автоматической гармонизации.
Простая аранжировка может быть сделана всего за несколько минут: для этого достаточно только ввести последовательность аккордов, выбрать стиль и нажать на кнопку Play. Также по желанию пользователя программа может сочинить инструментальное соло (или мелодию, отличающуюся от соло более строгой формой). Многие популярные композиторы использовали аранжировщик начиная с первых версий, у всех на слуху знаменитое Кентервильское привидение написанное Раймондом Паулсом в 2016 году.
Программа имеет модуль тренировки слуха для детей и взрослых, содержащий приложения для развития слуха, доступные даже дошкольникам. Одно из них — Pitch Invasion ("Нашествие звуков", в русской версии) представляет собой анимацию звучащих тарелок инопланетян, от которых спасает только верно нажатая клавиша. Видимо, звук инопланетян вступает в резонанс со звуком клавиши, и тарелка разваливается на кусочки. Иначе инопланетяне крадут музыкальные инструменты. Другое приложение модуля — Music Replay ("Повтори мелодию", в русской версии) реализует повторение нот, ритма, мелодии с настраиваемыми сложностью и подсказками. Эти приложения устанавливаются отдельными исполняемыми файлами во вложенную директорию «Развитие слуха» аранжировщика.